# آنتونیو ناتالوچی
آنتونیو ناتالوچی (انگلیسی: Antonio Natalucci؛ زادهٔ ۱ اوت ۲۰۰۰) بازیکن فوتبال اهل جمهوری دومینیکن است.
وی همچنین در تیم ملی فوتبال جمهوری دومینیکن بازی کرده‌است.